# 549
Năm 549 là một năm trong lịch Julius.